# Suessenguthia
- Commons
- Wikispecies

Suessenguthia Merxm., 1953, segundo o Sistema APG II, é um gênero botânico da família Acanthaceae

## Espécies
As principais espécies são:
- Suessenguthia cuscoensis
- Suessenguthia leucerythra
- Suessenguthia trochilophila
- Suessenguthia vargasii